# Reserva d’ocells

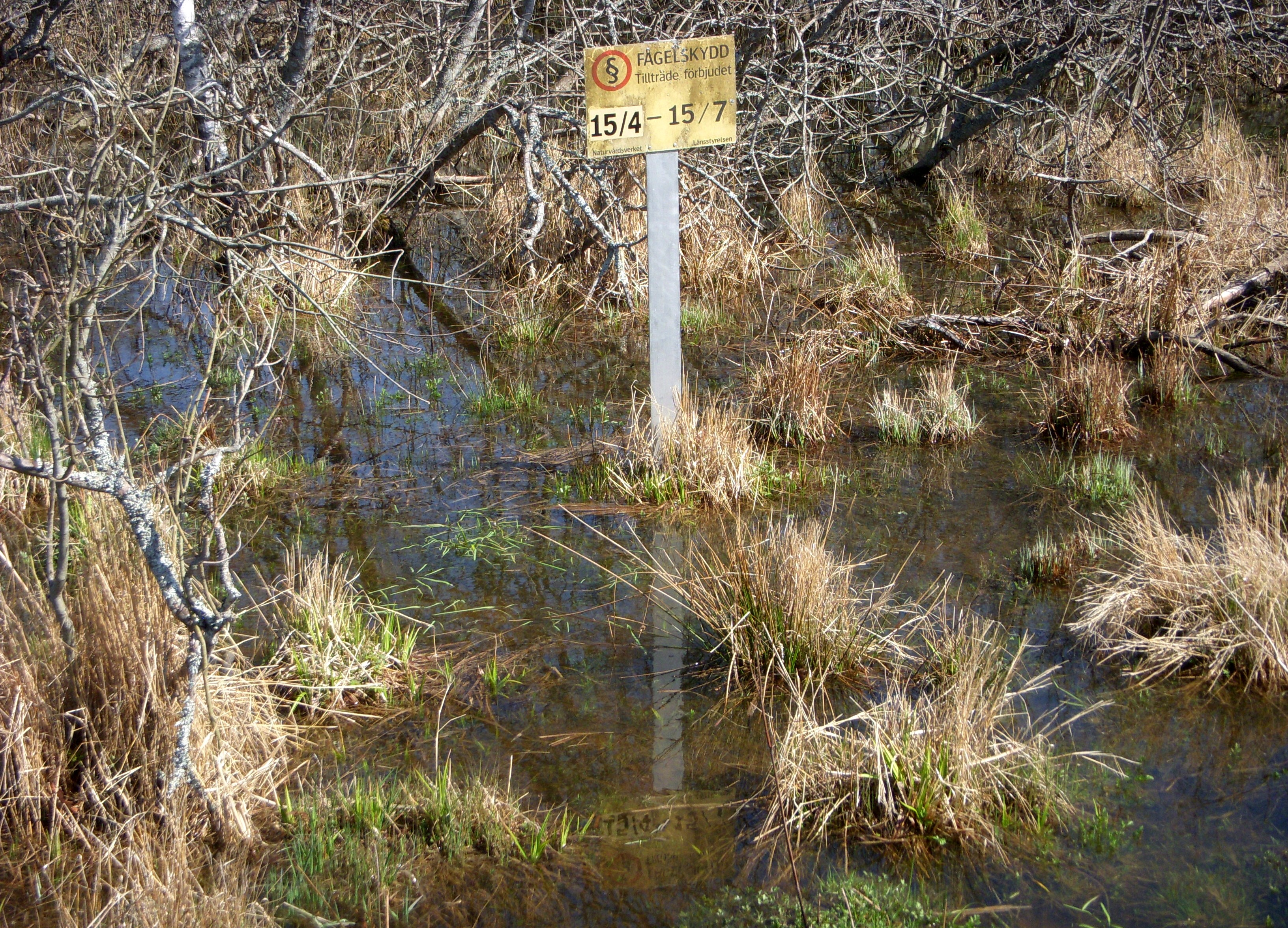
Cartell que marca les fronteres de la reserva d'ocells a Ågestasjön, Suècia

Una reserva d'ocells (també anomenada reserva ornitològica) és un reserva natural dissenyada per protegir espècies d'ocells. Igual que altres reserves naturals, l'objectiu principal d'una reserva és evitar que les espècies esdevinguin en perill d'extinció o s'extingeixin. Normalment, les espècies d'ocells d'una reserva estan protegides de la caça i la destrucció de l'hàbitat. A causa de la protecció que proporcionen d'aquestes amenaces, les reserves d'ocells també serveixen com a llocs excel·lents per a l'observació d'ocells. Normalment, les reserves d'ocells estan sota la cura d'organitzacions sense ànim de lucre i institucions governamentals.

## Zona protegida
Una reserva d'ocells és una zona on s'han fet mesures per preservar l'habitat vital per a les aus. Poden ser zones com aiguamolls, que normalment atrauen molts ocells, o terres importants per a la supervivència d'una espècie en perill d'extinció. A nivell mundial, hi ha diferents tipus d'àrees protegides amb diferents estatus legals. En són exemples els programes de protecció internacional, els programes regits per la Unió Europea, els programes nacionals i els regionals.

## Programes de protecció

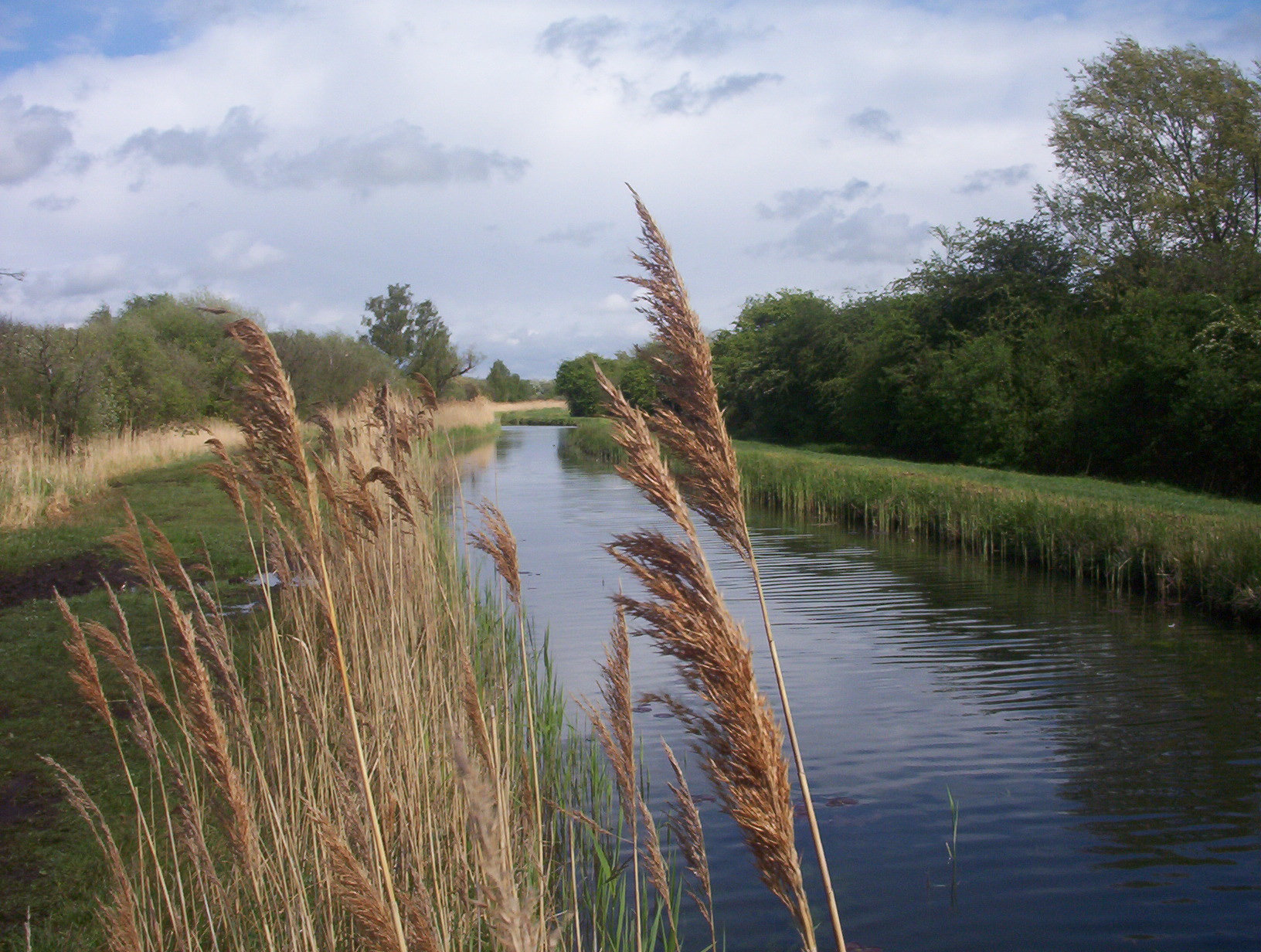
La reserva natural Wicken Fen, a prop de Soham, Anglaterra, és una ZEPA

### IBA
Les Àrees importants per a la conservació de les aus  (AICA) - Important Bird Area (IBA) en anglès, són un programa de protecció internacional iniciat per BirdLife International. Una zona IBA és un hàbitat vital per protegir les aus des d'una perspectiva global. El 2012, hi havia més de 10.000 àrees IBA a tot el món. Les zones estan identificades per BirdLife International i han de ser prou petites perquè es pugui preservar tot l'hàbitat. La zona també ha de tenir un caràcter diferent, fàcilment distingible, dels hàbitats circumdants.
Les zones d'IBA sovint formen part d'àrees protegides ja existents i, per tant, estan sota protecció de la legislació nacional. L'estatus legal i la protecció de les àrees que no formen part de l'àrea protegida nacional, varien segons el país.

### ZEPA
La Directiva Aus de la Unió Europea (Directiva 2009/147/CE) exigeix la creació de zones amb un especial grau de protecció per a les aus, les anomenades ZEPA (Zones d'especial protecció per a les aus).

### Ramsar
El Conveni de Ramsar (Conveni relatiu a les zones humides d'importància internacional especialment com hàbitat d'aus aquàtiques) és un acord internacional per protegir els aiguamolls, amb especial atenció als ocells aquàtics.

## Al voltant del món

### Suècia
A Suècia són els consells administratius del comtat de Suècia i l' Agència de Protecció del Medi Ambient els que seleccionen quines zones s'han de designar com a reserves d'aus. Entre les zones destacades es troben Tåkern, el llac Hornborga, la part sud d'Öland i Getterön. Hi ha aproximadament 50 àrees Ramsar a Suècia, i unes 530 zones ZEPA on aquesta última comprèn gairebé 30.000 km².

### Espanya
A l'Estat Espanyol, més enllà de tot el mosaic de figures jurídiques de protecció (parcs nacionals, naturals, ZEPAs), l'entitat Societat Espanyola d'Ornitologia (SEO/BirdLife) gestiona 10.700 hectàrees de reserves naturals per tal de conservar espècies concretes o preservar hàbitat. Algunes d'aquestes reserves són propietat de l'organització i d'altres són de gestió compartida, és a dir, només es col·labora en el maneig. Entre aquestes reserves destaquen: Riet Vell i el Clot al Delta de l'Ebre, el Cercado de El Jarde a Fuerteventura, El Planerón de Belchite, la Llacuna de El Oso a Àvila, Palacios de Compludo a Lleó, les Marismas Blancas de El Astillero (Cantabria), Mas de Cirugeda a Terol, la Finca de San Miguel a Osca i els Charcones de Miguel Esteban a Toledo.